# Літятинська сільська рада
Літя́тинська сільська́ ра́да — адміністративно-територіальна одиниця та орган місцевого самоврядування в Бережанському районі Тернопільської області. Адміністративний центр — село Літятин.

## Загальні відомості
- Територія ради: 14,71 км²
- Населення ради: 775 осіб (станом на 2001 рік)

## Населені пункти
Сільській раді підпорядковані населені пункти:
- с. Літятин

### Ліквідовані населені пункти[1]
- х. Кривуля
- х. Лісничівка

## Склад ради
Рада складалася з 14 депутатів та голови.
- Голова ради: Олексюк Іван Миронович
- Секретар ради: Смаль Стефанія Петрівна

### Керівний склад попередніх скликань
| Прізвище, ім'я, по батькові    | Основні відомості                                                                              | Дата обрання | Дата звільнення |
| ------------------------------ | ---------------------------------------------------------------------------------------------- | ------------ | --------------- |
| Копистенський Ігор Ярославович | Сільський голова, 1961 року народження, освіта середня спеціальна, член Народного Руху України | 26.03.2006   | 31.10.2010      |
| Копистенський Ігор Ярославович | Сільський голова, 1961 року народження, освіта середня спеціальна, член Народного Руху України | 31.10.2010   | 09.09.2012      |
| Олексюк Іван Миронович         | Сільський голова, 1959 року народження, освіта вища, член Народного Руху України               | 09.09.2012   |                 |

Примітка: таблиця складена за даними сайту Верховної Ради України

### Депутати
За результатами місцевих виборів 2010 року депутатами ради стали:

#### За суб'єктами висування
| Суб'єкт висування | Кількість обраних депутатів | %   |
| ----------------- | --------------------------- | --- |
| Самовисування     | 14                          | 100 |

#### За округами
| № округу | Прізвище, ім'я, по батькові     | Дата визнання обраним | Освіта             | Партійна приналежність | Відомості про обраного депутата                                               |
| -------- | ------------------------------- | --------------------- | ------------------ | ---------------------- | ----------------------------------------------------------------------------- |
| 1        | Мосьондз Ольга Євгенівна        | 02.11.2010            | середня            | позапартійна           | тимчасово не працює                                                           |
| 2        | Прокопишин Володимир Степанович | 02.11.2010            | середня            | позапартійний          | тимчасово не працює                                                           |
| 3        | Копистянський Роман Ігорович    | 02.11.2010            | вища               | позапартійний          | тимчасово не працює                                                           |
| 4        | Новіцька Оксана Андріївна       | 02.11.2010            | вища               | позапартійна           | Літятинська відділення зв’язку, завідувач                                     |
| 5        | Бартошко Теодозій Степанович    | 02.11.2010            | середня            | позапартійний          | тимчасово не працює                                                           |
| 6        | Смаль Стефанія Петрівна         | 02.11.2010            | вища               | позапартійна           | Літятинська сільська рада, секретар                                           |
| 7        | Паньчишин Тарас Михайлович      | 03.06.2013            | незакінчена вища   | позапартійний          | , студент                                                                     |
| 8        | Николишин Любов Богданівна      | 02.11.2010            | вища               | позапартійна           | Літятинська загальноосвітня школа, вчитель                                    |
| 9        | Гундер Володимир Іванович       | 02.11.2010            | середня спеціальна | позапартійний          | тимчасово не працює                                                           |
| 10       | Мосьондз Іван Володимирович     | 02.11.2010            | вища               | позапартійний          | тимчасово не працює                                                           |
| 11       | Боднар Ганна Федорівна          | 02.11.2010            | середня спеціальна | позапартійна           | Територіальний центр з обслуговування одиноких гроамдян, соціальний працівник |
| 12       | Рудий Андрій Ігорович           | 02.11.2010            | середня спеціальна | позапартійний          | тимчасово не працює                                                           |
| 13       | Плебан Мирослава Євгенівна      | 02.11.2010            | середня спеціальна | позапартійна           | Територіальний центр з обслуговування одиноких гроамдян, соціальний працівник |
| 14       | Карпюк Василь Володимирович     | 02.11.2010            | середня спеціальна | позапартійний          | тимчасово не працює                                                           |